# Bredene Koksijde Classic
La Bredene Koksijde Classic, precedentemente conosciuta come Handzame Classic, è una corsa in linea di ciclismo su strada maschile che si svolge nella provincia delle Fiandre Orientali, in Belgio, ogni anno nel mese di marzo. Dal 2011 fa parte del circuito continentale UCI Europe Tour come evento di classe 1.1 e dal 2018 come classe 1.HC.
Dal 2002 al 2010 costituì la seconda tappa della Driedaagse van West-Vlaanderen.

## Albo d'oro
Aggiornato all'edizione 2025.
| Anno                                     | Vincitore                                        | Secondo                                          | Terzo                                            |
| ---------------------------------------- | ------------------------------------------------ | ------------------------------------------------ | ------------------------------------------------ |
| Tappa del Drieedagse van West-Vlaanderen |                                                  |                                                  |                                                  |
| 2002                                     | Johan Museeuw                                    | Jérôme Neuville                                  | Remco van der Ven                                |
| 2003                                     | Jimmy Casper                                     | Jaan Kirsipuu                                    | Philippe Gilbert                                 |
| 2004                                     | Jaan Kirsipuu                                    | Fabrizio Guidi                                   | Aurélin Clerc                                    |
| 2005                                     | annullata                                        |                                                  |                                                  |
| 2006                                     | Robbie McEwen                                    | Matti Breschel                                   | Jeremy Hunt                                      |
| 2007                                     | Hans Dekkers                                     | Jimmy Casper                                     | Stefan van Dijk                                  |
| 2008                                     | Jaŭhen Hutarovič                                 | Aurélien Clerc                                   | Jean-Patrick Nazon                               |
| 2009                                     | Danilo Napolitano                                | Bobbie Traksel                                   | Denis Flahaut                                    |
| 2010                                     | Robert Wagner                                    | Bobbie Traksel                                   | Jens Keukeleire                                  |
| Handzame Classic                         |                                                  |                                                  |                                                  |
| 2011                                     | Steve Schets                                     | Kenny van Hummel                                 | Niko Eeckhout                                    |
| 2012                                     | Francesco Chicchi                                | Adam Blythe                                      | Marcel Kittel                                    |
| 2013                                     | Kenny Dehaes                                     | Kenny van Hummel                                 | Danny van Poppel                                 |
| 2014                                     | Luka Mezgec                                      | Theo Bos                                         | Edward Theuns                                    |
| 2015                                     | Gianni Meersman                                  | Antoine Demoitié                                 | Tiesj Benoot                                     |
| 2016                                     | Erik Baška                                       | Dylan Groenewegen                                | Gianni Meersman                                  |
| 2017                                     | Kristoffer Halvorsen                             | Adam Blythe                                      | Kenny Dehaes                                     |
| 2018                                     | Álvaro Hodeg                                     | Kristoffer Halvorsen                             | Pascal Ackermann                                 |
| Bredene Koksijde Classic                 |                                                  |                                                  |                                                  |
| 2019                                     | Pascal Ackermann                                 | Kristoffer Halvorsen                             | Álvaro Hodeg                                     |
| 2020                                     | non disputata a causa della pandemia di COVID-19 | non disputata a causa della pandemia di COVID-19 | non disputata a causa della pandemia di COVID-19 |
| 2021                                     | Tim Merlier                                      | Mads Pedersen                                    | Florian Sénéchal                                 |
| 2022                                     | Pascal Ackermann                                 | Hugo Hofstetter                                  | Tim Merlier                                      |
| 2023                                     | Gerben Thijssen                                  | Pascal Ackermann                                 | Sam Welsford                                     |
| 2024                                     | Luca Mozzato                                     | Dylan Groenewegen                                | Gerben Thijssen                                  |
| 2025                                     | Edward Theuns                                    | Luke Lamperti                                    | Nils Eekhoff                                     |